# Tiso
Tiso és un gènere d'aranyes araneomorfes de la subfamília dels erigonins, dins de la família Linyphiidae. Es poden trobar a la zona holàrtica i al sud d'Àsia.
Fou descrit per primera vegada per Eugène Simon l'any 1884.

## Llista d'espècies
Segons The World Spider Catalog 12.0:
- Tiso aestivus (L. Koch, 1872) – Canadà, Groenlàndia, Europa, Rússia, Nepal, Mongòlia, Japó
- Tiso biceps Gao, Zhu & Gao, 1993 – Xina
- Tiso camillus Tanasevitch, 1990 – Azerbaidjan
- Tiso golovatchi Tanasevitch, 2006 – Rússia (Far East)
- Tiso incisus Tanasevitch, 2011 – Índia, Pakistan
- Tiso indianus Tanasevitch, 2011 – Índia, Nepal
- Tiso megalops Caporiacco, 1935 – Karakorum
- Tiso vagans (Blackwall, 1834) (Espècie tipus) – Madeira, Europa. Introduïda al Canadà